# Livija Soprano
Livija Soprano (engl. Livia Soprano) je izmišljeni lik u američkoj televizijskoj seriji „Porodica Soprano“ (engl. The Sopranos). Livija je majka glavnog lika serje, mafijaškog šefa Tonija Soprana, a lik tumači glumica Nensi Marčand. Reditelj serije Dejvid Čejs izjavio je da mu je glavna inspiracija pri stvaranju lika bila njegova majka, koja se takođe zove Livija.

## O liku
Livija Soprano je rođena u Providensu, (Roud Ajland) kao ćerka Faustina i Tereze Polio, italijanskih imigranata iz Avelina. Njeno detinjstvo je bilo siromašno bedno, a kada je odrasla želela je da svi oko nje dožive isto.
Udaja za stabilnog i harizmatičnog Džoni Boja Soprana je bila njena karta za napuštanje roditeljske kuće. Međutim, bračni život nije bio preterano srećan. Livija nije bila preterano zainteresovana za domaćinstvo i ulogu majke, govoreći da su bebe "životinje...ništa drugačije od pasa." Iako ih je Džoni Boj finansijski dobro obezbeđivao, za Liviju nikada nije bio dovoljno dobar. Neprestano je vršila pritisak na njega da zarađuje više, ali kada joj je predložio plan da se presele u grad Reno ne bi li iskoristili novu poslovnu priliku (što je on mnogo želeo), Livija je odmah odbacila njegov predlog. Iako je svog muža omaložavala skoro svakog dana njegovog života, Livija ga je odmah nakon njegove smrti kanonizovala.
U toku serije, Livjia je opisna kao spletkaroš i manipulator koji sve oko sebe čini jadnim, posebno svoju decu, Tonija, Dženis i Barbaru. Karmeli je rekla kako će ona Toniju vremenom dosaditi. Čak je pokušala da izmanipuliše svoga šuraka Džuniora da naredi ubistvo svog rođenog sina nakon što ju je on smestio u starački dom, spomenuvši mu kako Toni viđa psihijatra i govoreći da Toni izgleda kao njen rođak Kejki nakon lobotomije, dodavši kako je njegova majka rekla kako bi bilo bolje da je Kejki umro nego nastavio tako da živi. Kasnije je otkriveno da je FBI ozvučio „Green Grove“ (starački dom u koji je Livija smeštena), a snimci Livijine zavere sa Džuniorom su kasnije pušteni Toniju.
Na svojoj terapiji kod dr Melfi Toni često priča o svojoj majci, njenom ponašanju i načinu na koji tretira ljude oko sebe, i problemima koje mu gotovo svakodnevno stvara. Iz ovih razgovora dr Melfi je zaključila da Livija verovatno pati od nekog oblika graničnog poremećaja ličnosti ili narcisoidnog poremećaja ličnosti.
Ni u kasnim godinama Livija nije postal mekša; šta više, postala je sumnjičavija i skolnija uvređivanju ljudi više nego ikada. Bila je ubeđena da njena deca žele da je ubiju i uzmu joj novac, usput govoreći za sebe da je siromašna stara udovica koja nije sposobna da se od njih brani. Ipak, niko nikada nije uspeo da kontroliše Liviju. Godinu dana nakon zavere koju je napravila sa Džuniorom Livija umire, mirno, dok je spavala.

## Smrt Nensi Marčand
Dejvid Čejs je planirao da u trećoj sezoni razvije priču o Tonijevim naporima da ubedi Liviju da svedoči protiv njega na sudu. Međutim, smrt Nensi Marčand, glumice koja je igrala ulogu Livije Soprano primorala je Čejsa da promeni ponovo napiše veći deo treće sezone. Lik Livije se pojavljuje u prvoj epizodi treće sezone serije, iako je Nensi Marčand preminula gotovo šest meseci pre toga. Scena u kojoj se pojavljuju Toni i njegova majka je snimljena uz pomoć dublerke, dok je lice kompjuterski dodato. Dejvid Čejs se odlučio za ovaj pristup nakon što je video da je ista tehnika korišćena u filmu „Gladijator“, kada je glumac Oliver Rid preminuo za vreme snimanja filma.

## Spoljašnje veze
- Porodica Soprano na zvaničnom sajtu televizije HBO (језик: енглески)
- Livija Soprano Архивирано на веб-сајту  (3. јануар 2012) na IMDb (језик: енглески)